# John G. Rowland
John Grosvenor Rowland, né le 24 mai 1957 à Waterbury (Connecticut), est un homme politique américain, gouverneur du Connecticut de 1995 à 2004.